# Pogoda antycyklonalna
Pogoda antycyklonalna – pogoda kształtowana przez wyż baryczny, charakteryzująca się niewielkim zachmurzeniem lub bezchmurnym niebem, brakiem opadów, ciszą atmosferyczną w nocy i słabym wiatrem w ciągu dnia oraz dużymi dobowymi amplitudami temperatury. Takie cechy pogody powodują, że lato jest słoneczne, suche i gorące, natomiast zima mroźna, z niewielką ilością opadów śniegu.